# Oratorio della Purità

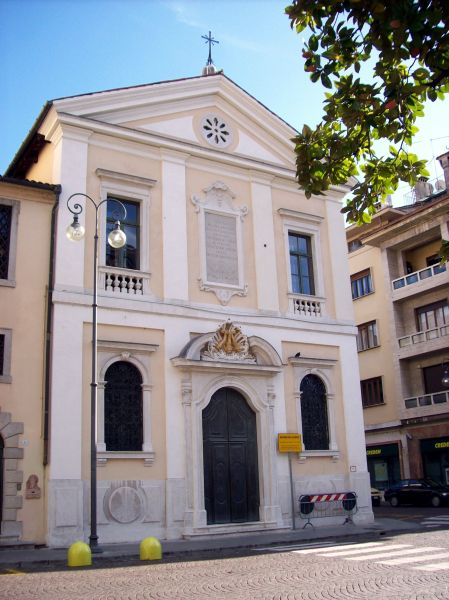
Oratorio della Purità

Das Oratorio della Purità (Oratorium der Reinheit) in Udine steht rechts des Doms. Es wurde 1757 auf Verfügung des Kardinals Daniele Dolfin zur religiösen Unterweisung junger Mädchen anstelle eines kleinen Theaters errichtet.
Die barocke  Fassade des zweistöckigen Gebäudes hat einen flachem Dreiecksgiebel. Sie wird durch Wandvorlagen gegliedert. Im unteren Geschoss ist eine Kirche mit flacher Decke eingerichtet. Hier sind Fresken von Giovanni Battista Tiepolo und dessen Sohn Giandomenico Tiepolo zu sehen. Ein Alterswerk G. B. Tiepolos sind die Deckenfresken. Sie stellen die  Aufnahme Marias in den Himmel und auf den beiden kleineren Feldern lobpreisende Engel dar. Acht gold hinterlegte Wandbilder in Grisaille-Technik  mit biblischen Szenen sind Werke des Sohnes. Das Altargemälde von G. B Tiepolo zeigt eine Maria Immaculata.

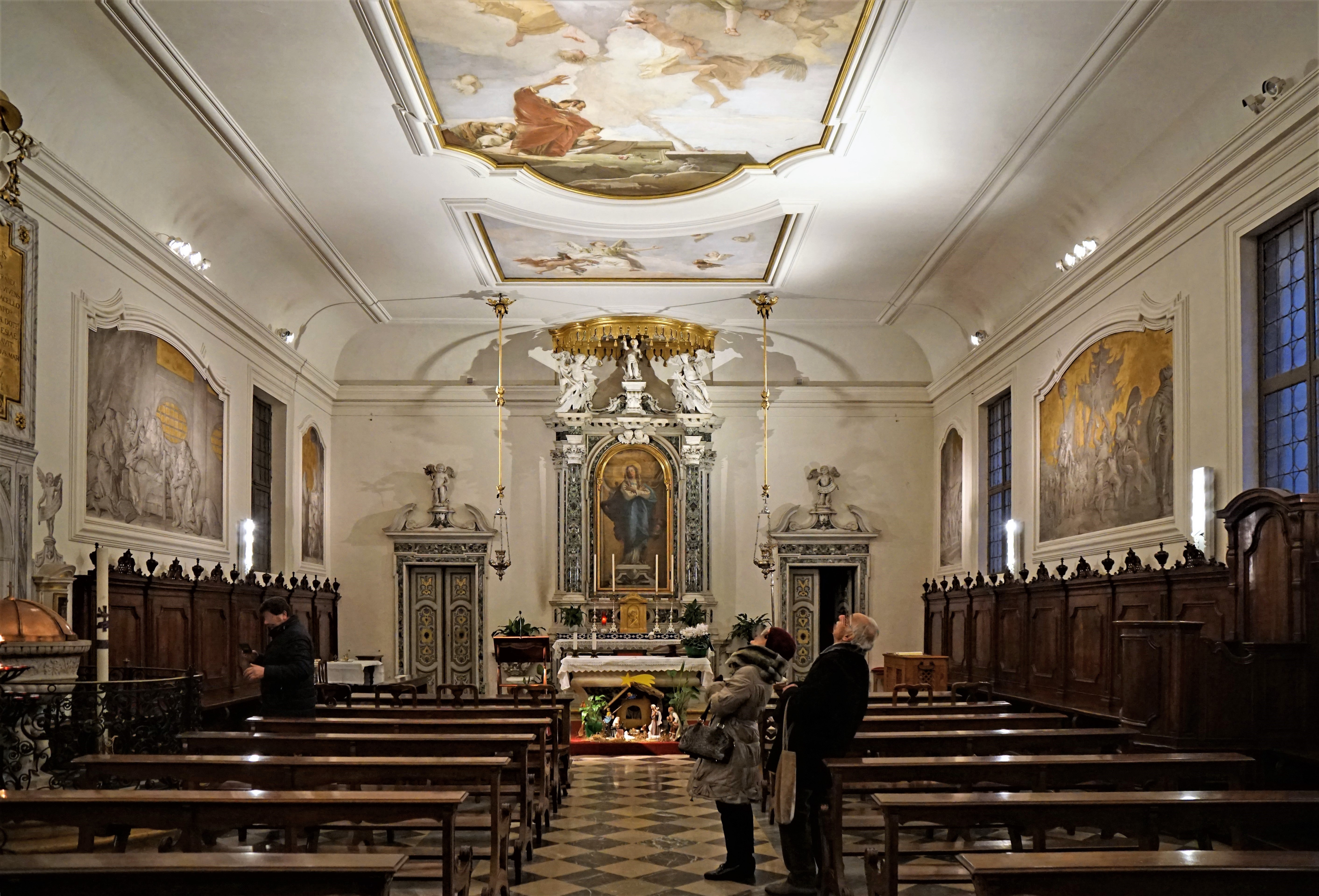
Oratorio della Purità, Innenansicht
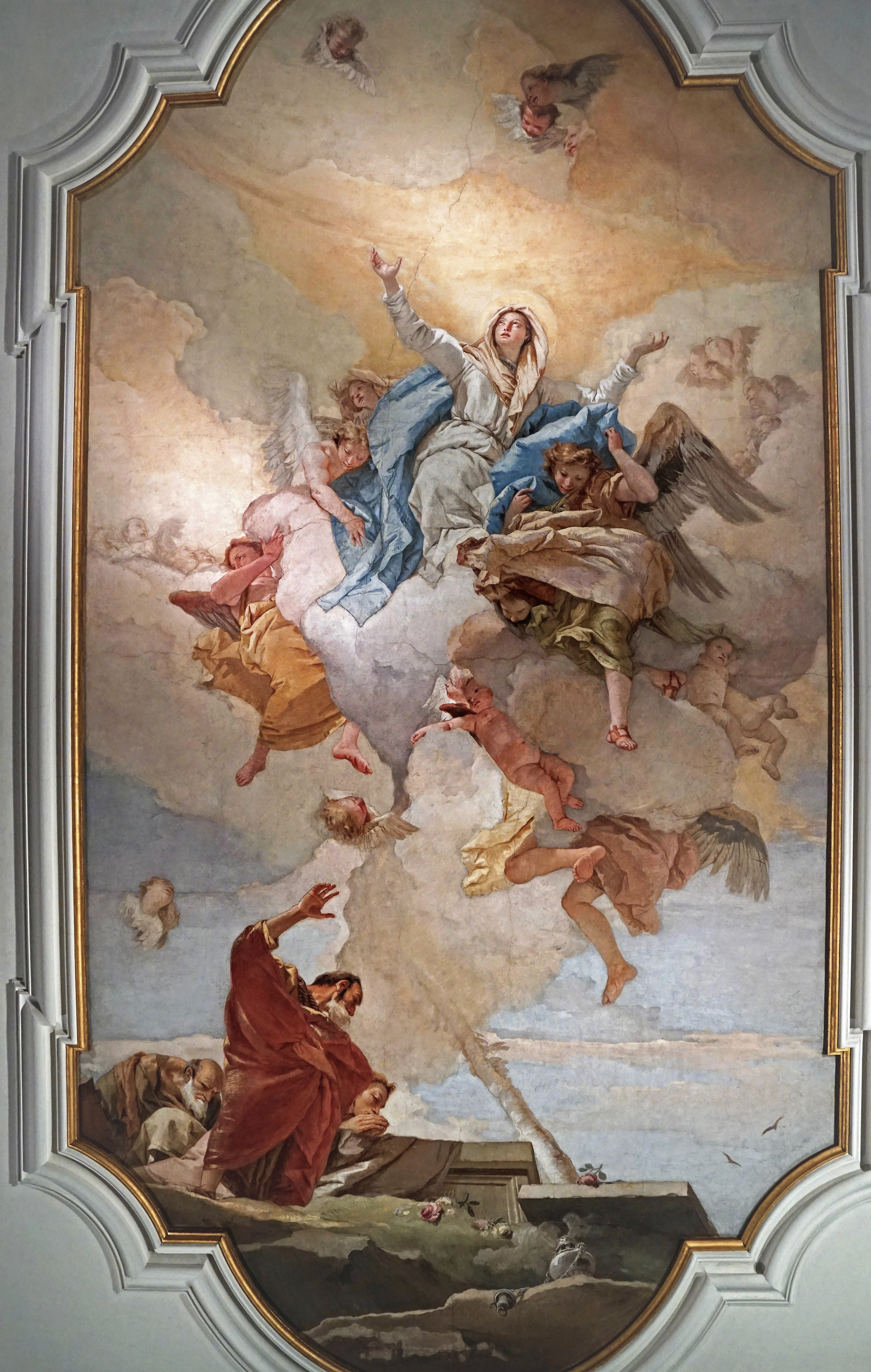
Die Aufnahme Marias in den Himmel von Giovanni Battista Tiepolo
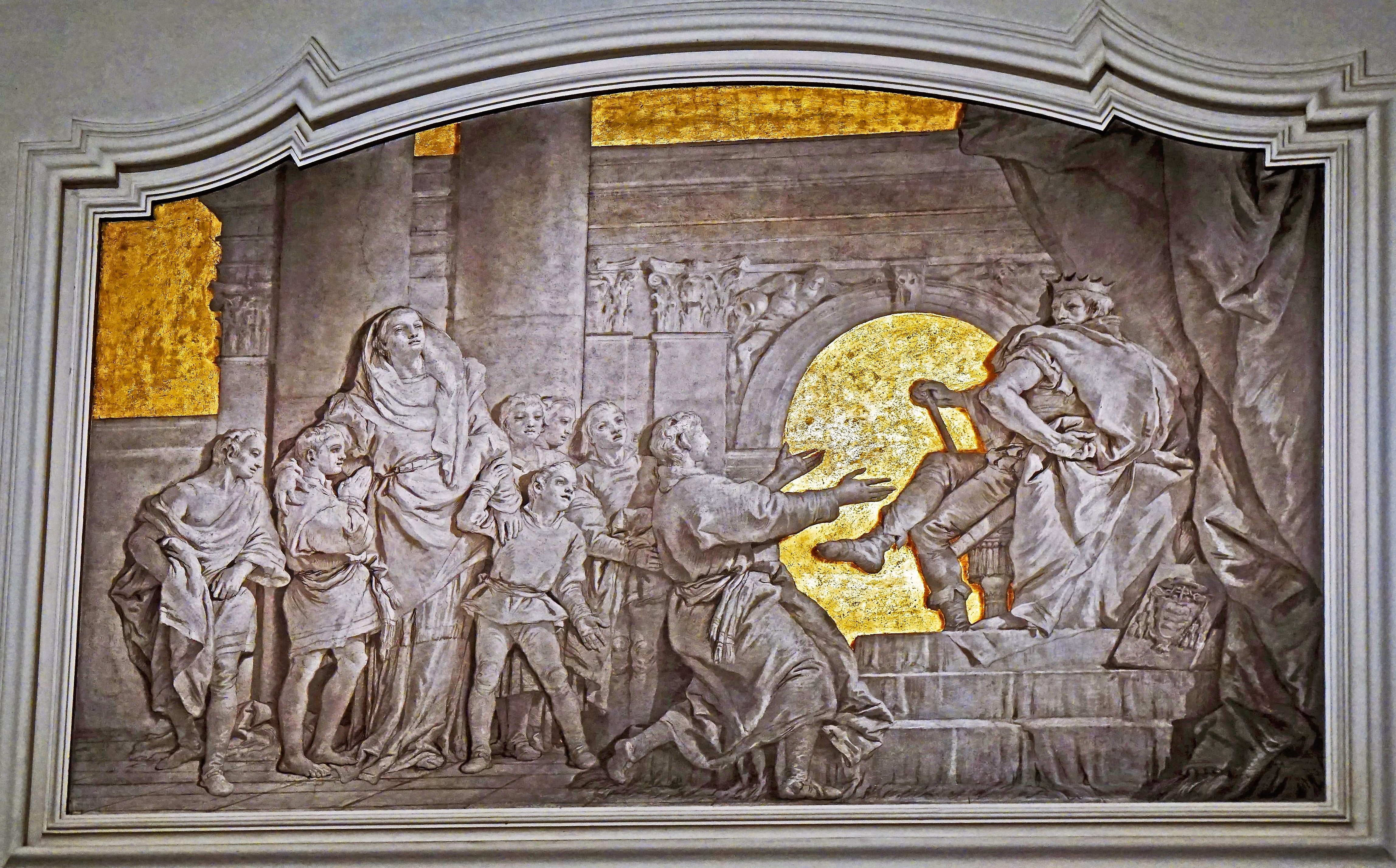
Wandbild: König Antiochus verurteilt die sieben Makkabäerbrüder
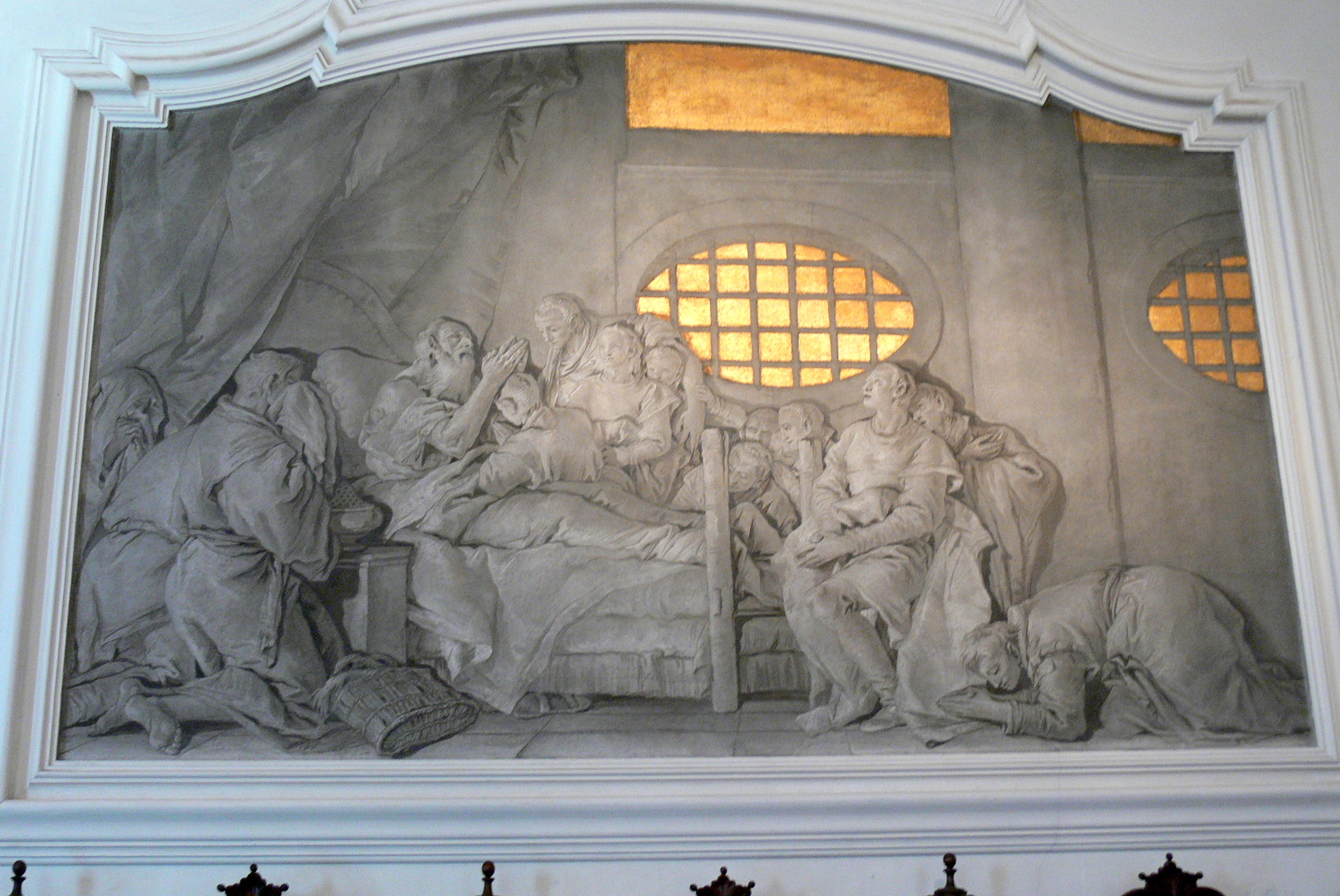
Der sterbende Jakob segnet seine Söhne
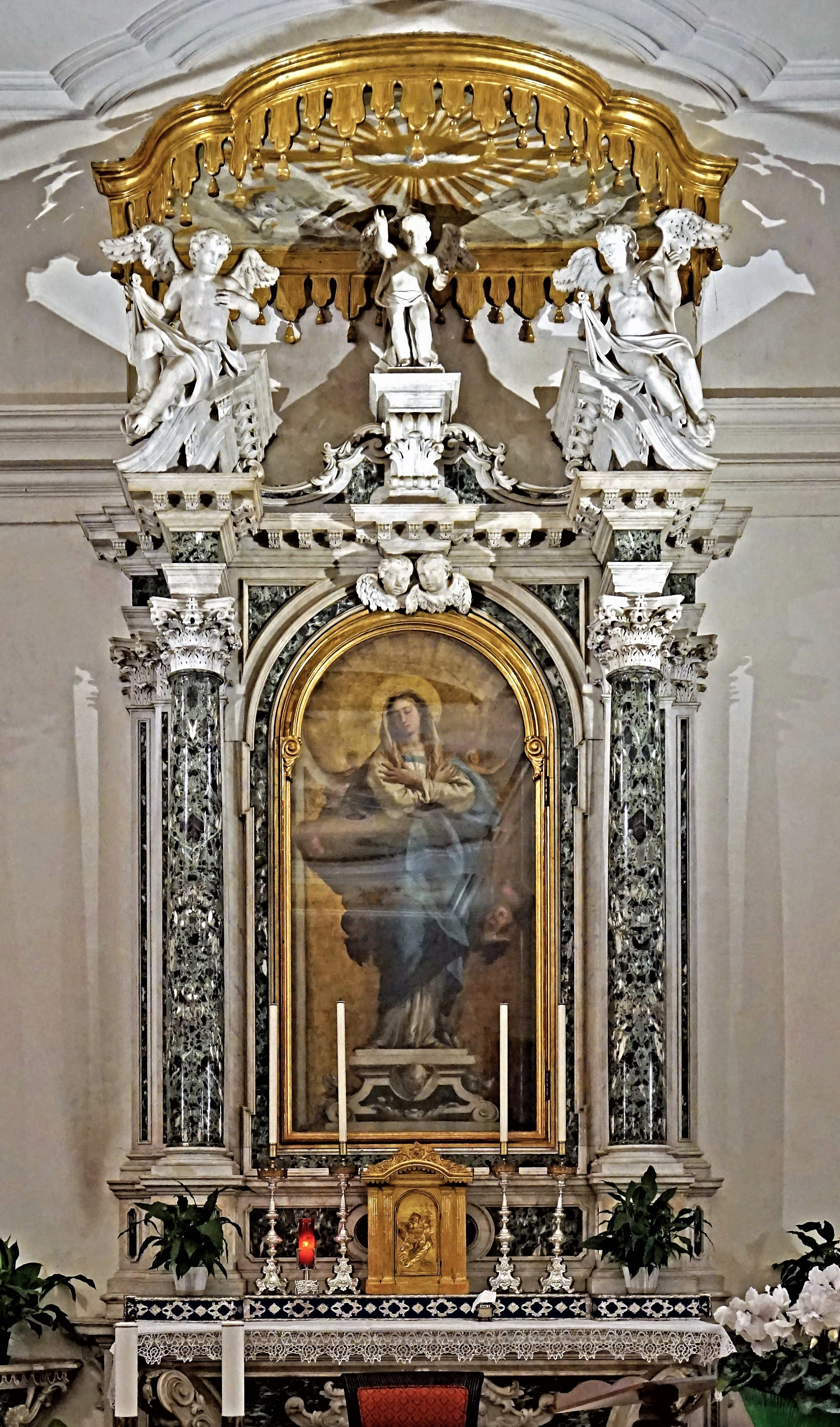
Altar des Oratorio della Purità